# HR 4458
HR 4458은 바다뱀자리에 있는 쌍성계이다. 지구에서의 거리는 약 31광년으로, 바다뱀자리에 있는 별들 중 태양계와 가장 가깝다. HR 4458의 두 항성은 천구상에서 16.2초 떨어져 있다.

## 같이 보기
- 가까운 밝은 별